# Mirjam Perec
Mirjam Perec (hebrejsky מרים פרץ‎; 10. dubna 1954 Casablanca, Francouzské Maroko) je izraelská pedagožka a řečnice. Po smrti svých dvou synů během jejich služby v Izraelských obranných silách se stala lektorkou na téma sionismu. V roce 2018 obdržela Izraelskou cenu za celoživotní dílo.
V květnu 2021 Perec oznámila, že se bude ucházet o post prezidenta Izraele ve volbách v roce 2021. Volby nakonec prohrála s Jicchakem Herzogem poměrem hlasů 26:87.

## Raný život a vzdělání
Perec se narodila marockým Židům Ja'akovu Ohayonovi a Ito Vaknin v Casablance v Maroku. V roce 1963 rodina opustila Maroko a imigrovala do Izraele. Po příjezdu do Izraele se rodina usadila v Beer Ševě. Perec vystudovala bakalářský obor na Ben Gurionově univerzitě v Negevu a v polovině 70. let se oženila s Eli'ezerem Perecem. Po svatbě se přestěhovala do Ofiry, izraelské osady na Sinajském poloostrově, kde její manžel pracoval jako inspektor na ministerstvu zdravotnictví a ona začala pracovat jako učitelka. Během pobytu v Ofiře se rodině narodili dva synové: Uri'el a Eliraz.
Po podpisu egyptsko-izraelské mírové smlouvy byl Sinajský poloostrov v roce 1982 navrácen Egyptu a izraelští osadníci se museli přestěhovat. Rodina se nejprve přestěhovala do Giv'on ha-Chadaša a později do Giv'at Ze'ev, izraelských osad na Západním břehu Jordánu. Po přestěhování se Perec narodili další čtyři děti. V Giv'at Ze'ev se Perec stala ředitelkou první izraelské školy v osadě.

## Veřejné vystupování
V roce 1998 byl při přepadení během jiholibanonského konfliktu zabit její nejstarší syn Uri'el. Krátce po jeho smrti onemocněl také manžel Eli'ezer, který později zemřel. V roce 2010 byl při střetech mezi Izraelem a Gazou v březnu 2010 zabit druhý syn Eliraz.
Po smrti svých dvou nejstarších synů a manžela se Perec stala veřejnou řečnicí, přednášela mládeži a vojákům Izraelských obranných sil. V roce 2011 vydala knihu, která zachycuje její životní příběh. V roce 2014 byla vybrána, aby zapálila pochodeň na oslavách 66. Jom ha-acma'ut. V roce 2016 obdržela čestný doktorát od Bar-Ilanovy univerzity. V roce 2018 obdržela Izraelskou cenu za celoživotní dílo, která je považována za nejvyšší kulturní ocenění udělované Izraelem.

## Politika
V květnu 2021 oznámila, že se bude ucházet o post prezidenta Izraele ve volbách v roce 2021. Kandidáti na prezidenta musí získat podporu nejméně deseti členů Knesetu, což se Perec podařilo. Volby nakonec prohrála s Jicchakem Herzogem poměrem 26:87.

## Osobní život
Perec bydlí v Giv'at Ze'ev. Pracuje na ministerstvu školství.